# Jaroslav Šíp
Jaroslav Šíp, né le 24 novembre 1930 et décédé le 6 novembre 2014, est un joueur et entraîneur tchécoslovaque de basket-ball. Il évolue durant sa carrière au poste de meneur.

## Palmarès
- Finaliste du championnat d'Europe 1951, 1955, 1959
- 3e du championnat d'Europe 1957
- Coupe des coupes 1969